# Halina Bursztyńska-Stefańska

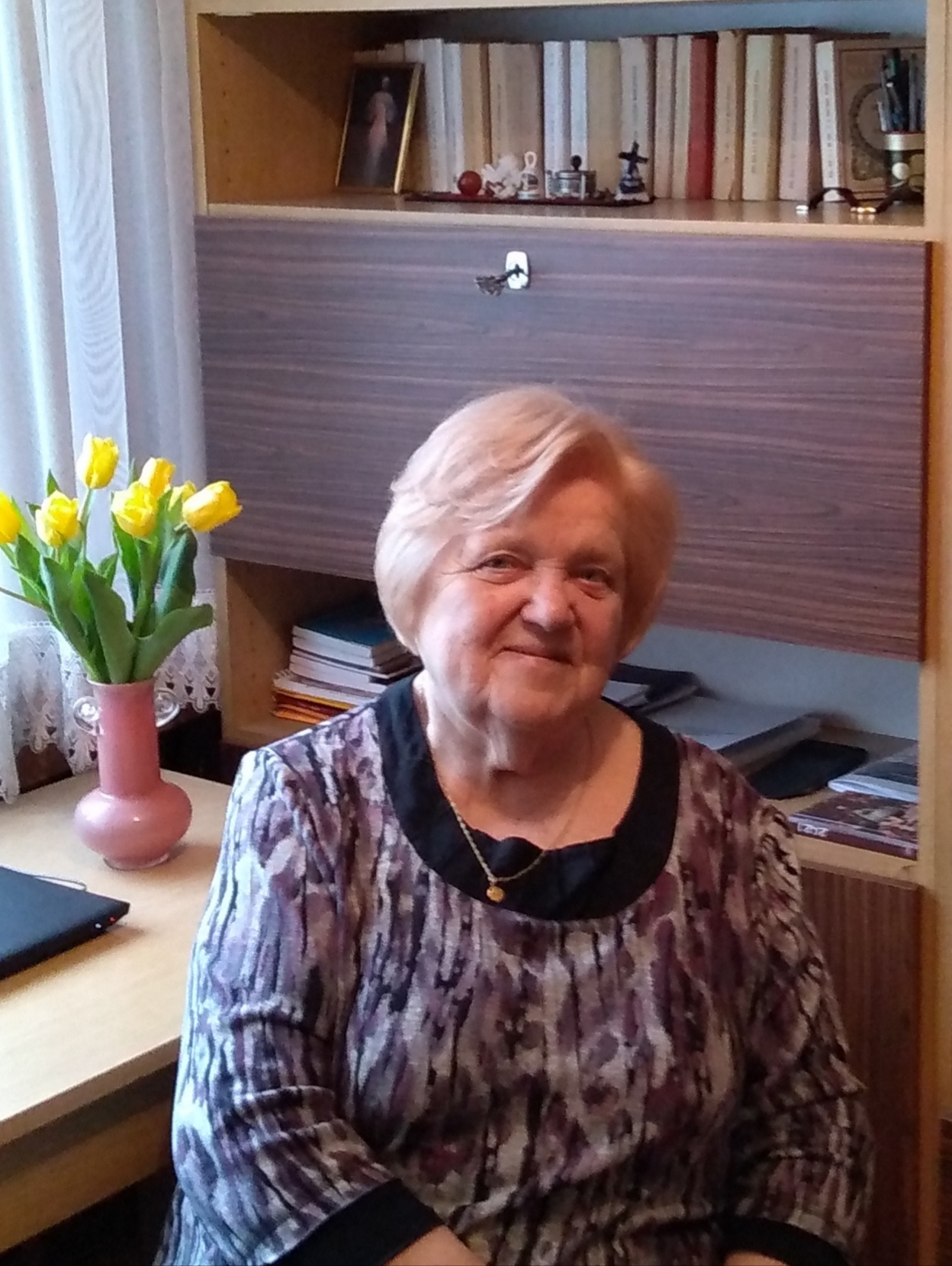
prof. dr hab. Halina Stefańska-Bursztyńska

Halina Bursztyńska (właśc. Stefańska-Bursztyńska) – ur. 28 września 1935 r. w Grodnie – literaturoznawca, profesor nauk humanistycznych (od 2003 r.). Wieloletni nauczyciel akademicki Uniwersytetu Śląskiego w Katowicach, Uniwersytetu Komisji Edukacji Narodowej w Krakowie oraz Uniwersytetu im. Janki Kupały w Grodnie i Uniwersytetu Pedagogicznego w Wilnie. Jest członkiem Komisji Historycznoliterackiej Oddziału Polskiej Akademii Nauk w Krakowie.

## Odznaczenia
- Order Odrodzenia Polski (1990) przyznany przez Prezydenta Rzeczypospolitej Polskiej na Uchodźstwie,
- Krzyż Kawalerski Orderu Odrodzenia Polski (2004),
- Złoty Krzyż Zasługi,
- Medal Komisji Edukacji Narodowej,
- Zasłużony dla Uniwersytetu Pedagogicznego im. K.E.N. (2018).[2]